# Kasganj (distrikt)
Kanshiram Nagar är ett distrikt i Indien.   Det ligger i delstaten Uttar Pradesh, i den norra delen av landet, 190 km sydost om huvudstaden New Delhi.